# 高佑麗
高佑麗（： Go Woo Ri，1988年2月22日—），本名高娜恩（： Koh Na Eun），韓國女歌手、演員，前韓國女子组合Rainbow成員，隊內擔當為主Rapper、領舞，亦是子團Rainbow BLAXX成員之一。2018年曾以本名展开活动，2019年随着Rainbow重启活动再次改以艺名高佑丽活动。
2016年11月12日，隨著Rainbow全體成員不再與DSP Media續約，團體活動正式結束，開始獨立發展。

## 演艺经历
- 隊員中年齡最長，在歌迷間被稱為「奶奶」。家庭成員包括父母、一兄一弟，排行第二，父親為全州體育部部長。
- Rainbow中最遲加入的隊員，故出道之初被形容為「神秘第七人」，曾經於SM娛樂成為三年練習生。宿舎中與丞芽、盧乙同房，佑麗下鋪盧乙上鋪。與隊長栽經、丞芽擔當女團中決策角色。於2012節目Go Show中，被曾經一同參與叢林的法則W的申奉仙，形容性格「具有犧牲精神」。隊長栽經亦評價佑麗為成員中的「萬事通」。此外在隊中既是Rapper，也包辦Rainbow大多數作品的說唱歌詞。
- 外表幹練，實際上愛撒嬌的傻大姐。特徵是酷似小貓的眼睛。連續兩年入選「全球最美100人」(2013年排名第94位[6]、2014年升至第56位[7]。)
- 特長包括芭蕾舞、瑜伽、保健養生操、撒嬌，全羅道方言。興趣為看電影、閱讀、收集帽子與太陽眼鏡、購物時坐上手推車。另外，她對美容產品興趣濃厚，時常參與各美容品牌開張活動、購買新產品試用，在美容圈亦小有名氣[8]。2016年開始飼養俄羅斯藍貓Blue，成為Rainbow成員唯一貓主，牠所生的三頭小貓其中兩頭，一頭繼續被她照顧，並起名「Bora(韓語「紫色」)」，另一頭被好友Amber領養，起名「Tuna」。
- 最愛動畫人物是Pucca，亦喜歡相關遊戲「Pucca's Restaurant」。隊員中以嗜吃見稱，但不喜歡茄汁與味道濃烈食物。此外亦經常參與社區服務，曾到非洲參與義工活動，並呼籲歌迷以善款代替生日禮物。
- 大學三年級時，曾以兼職儲蓄，購買機票到美國進行背包客旅行，期間認識當時任職DSP、後來擔任無限挑戰PD的金泰浩，經對方介紹，參加DSP面試成為練習生。[9]出道後亦曾擔任青春不敗2主持之一。
- 佑麗除擁有瑜伽教練資格，亦持有韓國體育大學芭蕾舞系的芭蕾舞教師資格証，為此曾試過三次落選。於「To Me」裡的一小段芭蕾舞也是由她編排兼演繹。
- 圈中好友包括f(x)Amber、Apink成員恩地、娜恩、少女時代成員孝淵，以及演員韓可露、足球運動員具滋哲，更由於在Amber初到韓國當練習生時，積極幫助她適應韓國生活，兩人關係極之親厚，Amber甚至形容佑麗在心目中地位，猶如「母親」一樣[10]。
- 多屆偶像運動會中，與栽經、允惠同為代表Rainbow參賽的主要成員。2011年參加MBC舉辦的偶像明星游泳大賽，獲得女子組50M自由式的金牌，又有「人魚偶像」之稱。
- 佑麗在Rainbow成員中，為參演劇集、電影演出次數最多的成員，更在2014年，首度參演長篇劇集「心情好的日子」演出。[11].2015年，參演劇集「女王之花」演出，更首度飛往台灣高雄進行拍攝[12]。劇集播出後，因為當中在Disco跳EXID「上下」舞蹈的情節，令她受到韓國網民關注，該集播放翌日，「高佑麗」更成為搜尋關鍵字第一位[13]。
- 2016年10月28日，DSP發表聲明，Rainbow全體不再續約。29日，Rainbow成員透過Instagram發佈手寫信貼圖，表達對女團解散的感想、以及感謝歌迷一直支持[14]
- 2017年3月2日，WELLMADE STAR ENT宣布與佑麗簽訂專屬合約。

## 个人生活
2022年10月3日与年长5岁的圈外男友结婚。

## 個人作品

### MV出演
- 2013年 Double K 《MENT （页面存档备份，存于）》
- 2013年 A-JAX 《Snake （页面存档备份，存于）》
- 2015年 李娜謙 《없다 （页面存档备份，存于）(沒有)》(Feat. DYNAMITE)

### 原聲帶
- 2011年 The One 大碟《Walk To Paradise》
  - 2011年1月20日發行
  - 「Do it for you」，Rap﹕高佑麗

- 2015年 合唱單曲
  - 2015年5月7日發行
  - 「사랑꽃(Love Flower)」，合唱者：趙賢榮、 Sool J

### 電視劇
- 2010年：SBS《大物》（客串）
- 2012年：KBS《需要仙女》飾演 高麗亞（配角）
- 2013年：tvN《請回答1994》飾演 延大「嚴正化」（客串）
- 2013年：KBS《愛情和戰爭2》（配角）[17]
- 2013年：MBC《閃耀的羅曼史》飾演 邊泰英（青年）
- 2014年：SBS《心情好的日子》飾演 鄭多仁（配角）
- 2015年：MBC《女王之花》飾演 徐宥拉（配角）
- 2016年﹕Naver Cast 《Ares》(因為經費不足，已中斷拍攝)
- 2016年：MBC《重新開始》飾演 李藝羅
- 2017年：Next Player《不要戀愛要結婚(2017)》飾演 桃花(도화)
- 2018年：MBN《延南洞 539》飾演 石度熙
- 2019年：KBS《我唯一的守護者》飾演 張素英
- 2019年：MBC《悲傷時愛你》飾演 吳哲英
- 2020年：tvN《女神降臨》飾演 Selena Lee
- 2021年：KBS《你好？是我！》飾演 方玉珠
- 2022年：ENA《高斯電子公司》飾演 成賢美

### 電影
- 2010年：《最後一次心跳》（頭像）
- 2011年：《寵物情人》飾演 李敏善[18]
- 2018年：《鬼戲語》飾演 美珠
- 待定：《逃跑的动物记》

### 主持
- 2011-2012年 青春不敗2，為「G8」成員之一。
- 2016- FashionN Follow Me 7

## 奖项
| 年份   | 颁奖礼                     | 奖项                    | 作品             | 结果 | 参考   |
| ------ | -------------------------- | ----------------------- | ---------------- | ---- | ------ |
| 2023年 | 第43届黄金摄影奖           | 独立电影部门 特别演技奖 | 《逃走的动物记》 | 獲獎 | [ 19 ] |
| 2023年 | 第31届大韩民国文化演艺大奖 | 电影部门 女新人奖       | 《逃走的动物记》 | 獲獎 | [ 20 ] |

## 外部連結
- 高佑麗的X（前Twitter）
- 高佑麗的Instagram帳戶
- 高佑麗的新浪微博
- 高佑麗的Cyworld （页面存档备份，存于）
- Rainbow Global Fanpage的Instagram帳戶
- Rainbow Global Fanpage的Facebook專頁